# Heinz Blume
Heinz Blume (ur. 1913, zm. ?) – zbrodniarz hitlerowski, SS-Oberscharführer, członek załogi niemieckiego obozu koncentracyjnego Buchenwald.
Członek Niemieckiego Frontu Pracy. Od października 1944 do kwietnia 1945 pełnił służbę w Meuselwitz, podobozie Buchenwaldu. Blume kierował wydziałem zajmującym się eksploatacją niewolniczej pracy więźniów. Znęcał się nad więźniami, wykonując między innymi karę chłosty.
Po zakończeniu wojny Heinz Blume został osądzony przez amerykański Trybunał Wojskowy w Dachau w dniach 22–24 października 1947. Skazany został na karę śmierci przez powieszenie. W wyniku rewizji wyrok zmniejszono do 3 lat pozbawienia wolności.